# 游朋孚
游朋孚（？—？），字伯順，號都嶽，南直隶徽州府婺源县济溪人。明朝政治人物、進士出身。

## 生平
万历十六年（1588年）戊子科應天鄉試举人，十七年（1589年）联捷己丑科進士。兵部觀政，十八年六月授湖广黄州府麻城县知县，二十六年革任。

## 家族
曾祖游桂。祖父游惟明。父游漸，訓導。